# آسیاب‌بادی‌های ذهنت
«آسیاب‌بادی‌های ذهنت» آهنگی است که موسیقی آن از آهنگساز فرانسوی میشل لوگران و متن انگلیسی آن از آلن و مرلین برگمن آمریکایی است. ملودی آن الهام‌گرفته از تم موومان دوم سینفونیا کنسرتانته اثر موتزارت است. متن فرانسوی آن با عنوان Les Moulins de mon cœur توسط ادی مارنی نوشته شد. این آهنگ (با متن انگلیسی) نخستین بار در فیلم حادثه توماس کراون (۱۹۶۸) شناسانده شد و در همان سال جایزه اسکار بهترین ترانه را برد.